# Malvern (Arkansas)
Malvern es una ciudad ubicada en el condado de Hot Spring en el estado estadounidense de Arkansas. En el Censo de 2010 tenía una población de 10318 habitantes y una densidad poblacional de 456,28 personas por km².

## Geografía
Malvern se encuentra ubicada en las coordenadas 34°22′11″N 92°49′11″O / 34.36972, -92.81972. Según la Oficina del Censo de los Estados Unidos, Malvern tiene una superficie total de 22.61 km², de la cual 22.43 km² corresponden a tierra firme y (0.79%) 0.18 km² es agua.

## Demografía
Según el censo de 2010, había 10318 personas residiendo en Malvern. La densidad de población era de 456,28 hab./km². De los 10318 habitantes, Malvern estaba compuesto por el 65.06% blancos, el 29.93% eran afroamericanos, el 0.41% eran amerindios, el 0.36% eran asiáticos, el 0.05% eran isleños del Pacífico, el 1.66% eran de otras razas y el 2.54% pertenecían a dos o más razas. Del total de la población el 4.31% eran hispanos o latinos de cualquier raza.